# 소 요시노부
소 요시노부(宗義誠, そう よしのぶ)는 일본 에도 시대 쓰시마 후추번(対馬府中藩)의 제6대 번주(藩主)이다.

## 생애
겐로쿠(元禄) 5년(1692년) 3월 15일, 후추 번 3대 번주 소 요시자네(宗義真)의 일곱 번째 아들로 태어났다.
겐로쿠 16년(1703년) 1월, 형인 5대 번주 요시미치(義方)로부터 8백 석(石)을 하사받고 따로 분가하여 우지에 가(氏江家)를 세우는 동시에 요시미치로부터 이름자 한 글자를 받아서 우지에 미치노부(氏江方誠)라고 칭하였다. 교호(享保) 3년(1718년) 형 요시미치가 사망하면서 그의 양자로써 쓰시마 소 가문의 가독(家督)을 잇고 쓰시마 후추번 6대 번주가 되어 소 요시노부(宗義誠)로 이름을 바꾸었다. 12월에는 종4위하 시종(侍従) ・ 쓰시마노카미(対馬守)로 서위(叙位) ・ 임관되었다.
한국의 《변례집요》(邊例集要)에는 조선 숙종 47년(1721년)에 전임 도주 종의방(宗義方, 소 요시미치)의 죽음을 조문 및 위로하고, 종의성(宗義誠, 소 요시노부)의 승습(承襲)을 축하하기 위하여 3월 11일 당상역관 최상집(崔尙㠎)과 당하역관 이장(李樟)이 포함된 88명의 문위행(問慰行) 사절단이 쓰시마로 파견되었다고 되어 있다. 3월 18일에 도착한 조선의 문위행은 6월 18일까지 후추에 머물렀는데, 당상역관 최상집 일행이 당시 대부분의 조선인 사행원들이 가담한 문위행 사절단 최대의 밀무역 사건을 일으킨다. 이후 문위행 인원에 대한 통제와 사행원의 몸수색 등에 대한 새로운 규정들이 제정되기에 이르렀다.
쓰시마 후추번의 재정을 일으키기 위해 검약령(倹約令)을 내리는 등 여러 가지 시책을 시도하였으나 효과를 거두지 못했고, 오히려 쓰시마 후추번의 재정난을 더욱 부추겼을 뿐이다. 교호 15년(1730년) 11월 6일에 자신의 적남(嫡男)인 요시유키(義如)를 데리고 에도(江戸)로 나아가던 도중에 오사카(大坂)에서 병으로 쓰러져 숨을 거두었다. 향년 39세. 요시유키의 나이가 어렸기 때문에 동생인 미치히로(方熈)가 양자로써 뒤를 이었다.
한국의 《변례집요》권제1 별차왜(別差倭)조에는 영조 6년인 경술년(1730년) 11월 6일에 죽은 옛 도주(소 요시노부)의 고부차왜(告訃差倭)로써 등영통(藤英通, 하마다 겐자에몬浜田源左衛門)이 조선에 와서 소 요시노부가 작성한 유언장과 유품을 가져왔다고 적고 있다.

## 요시노부에게서 이름자를 받은 인물
- 후루카와 노부쓰네(古川誠恒) - 요시노부의 형 나오코토(真言)의 적남으로 여겨진다. 또한 딸 슈세이인(修性院)이 요시노부의 둘째 아들 요시시게(義蕃)의 정실이 되었다.